# Chróścina (gromada w powiecie grodkowskim)
Chróścina – dawna gromada, czyli najmniejsza jednostka podziału terytorialnego Polskiej Rzeczypospolitej Ludowej w latach 1954–1972.
Gromady, z gromadzkimi radami narodowymi (GRN) jako organami władzy najniższego stopnia na wsi, funkcjonowały od reformy reorganizującej administrację wiejską przeprowadzonej jesienią 1954 do momentu ich zniesienia z dniem 1 stycznia 1973, tym samym wypierając organizację gminną w latach 1954–1972.
Gromadę Chróścina z siedzibą GRN w Chróścinie utworzono – jako jedną z 8759 gromad na obszarze Polski – w powiecie grodkowskim w woj. opolskim, na mocy uchwały nr VII/20/54 WRN w Opolu z dnia 4 października 1954. W skład jednostki weszły obszary dotychczasowych gromad Chróścina i Pniewie ze zniesionej gminy Skoroszyce w tymże powiecie. Dla gromady ustalono 11 członków gromadzkiej rady narodowej.
31 grudnia 1959 do gromady Chróścina włączono wieś Stary Grodków ze zniesionej gromady Stary Grodków w tymże powiecie.
Gromadę zniesiono 31 grudnia 1961, a jej obszar włączono do gromad: Skoroszyce (wsie Chróścina i Pniewy) i Tarnów Grodkowski (wieś Stary Grodków) w tymże powiecie.